# Paul W. S. Anderson
Paul W. S. Anderson (* 4. března 1965 Newcastle upon Tyne, Anglie), je britský filmový režisér, scenárista a producent.

## Filmografie
| Rok  | Film                                | Působí jako | Působí jako | Působí jako |
| Rok  | Film                                | Režie       | Scénář      | Produkce    |
| ---- | ----------------------------------- | ----------- | ----------- | ----------- |
| 1994 | Shopping                            | Ano         | Ano         | Ne          |
| 1995 | Mortal Kombat                       | Ano         | Ne          | Ne          |
| 1997 | Horizont události                   | Ano         | Ne          | Ne          |
| 1998 | Soldier                             | Ano         | Ne          | Ne          |
| 2000 | The Sight                           | Ano         | Ano         | Ano         |
| 2002 | Resident Evil                       | Ano         | Ano         | Ano         |
| 2004 | Vetřelec vs. Predátor               | Ano         | Ano         | Ne          |
| 2004 | Resident Evil: Apokalypsa           | Ne          | Ano         | Ano         |
| 2005 | The Dark                            | Ne          | Ne          | Ano         |
| 2007 | DOA: Dead or Alive                  | Ne          | Ne          | Ano         |
| 2007 | Resident Evil: Zánik                | Ne          | Ano         | Ano         |
| 2008 | Death Race                          | Ano         | Ano         | Ano         |
| 2009 | Symptom Pandorum                    | Ne          | Ne          | Ano         |
| 2010 | Resident Evil: Afterlife 3D         | Ano         | Ano         | Ano         |
| 2011 | Tři mušketýři 3D                    | Ano         | Ne          | Ano         |
| 2011 | Death Race 2                        | Ne          | Ano         | Ano         |
| 2012 | Resident Evil: Odveta 3D            | Ano         | Ano         | Ano         |
| 2013 | Death Race 3: Inferno               | Ne          | Ne          | Ano         |
| 2014 | Pompeje 3D                          | Ano         | Ne          | Ano         |
| 2017 | Resident Evil: Poslední kapitola 3D | Ano         | Ano         | Ano         |